# سينثيا غيري
سينثيا غيري (بالإنجليزية: Cynthia Geary)‏ هي ممثلة أمريكية، ولدت في 21 مارس 1965 في جاكسون في الولايات المتحدة.

## أعمال

### أفلام
- (2012) بيغ فوت

## وصلات خارجية
- سينثيا غيري على موقع IMDb (الإنجليزية)
- سينثيا غيري على موقع روتن توميتوز (الإنجليزية)
- سينثيا غيري على موقع ألو سيني (الفرنسية)
- سينثيا غيري على موقع أول موفي (الإنجليزية)
- سينثيا غيري على موقع قاعدة بيانات الأفلام السويدية (السويدية)
- سينثيا غيري على موقع إن إن دي بي (الإنجليزية)
- سينثيا غيري على موقع قاعدة بيانات الفيلم (الإنجليزية)
- سينثيا غيري على موقع كينوبويسك (الروسية)